# Tournée Dinama Moskwa po Wielkiej Brytanii

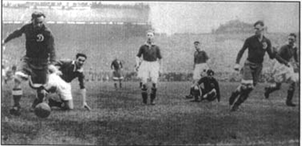
Mecz z Rangers FC na Ibrox Stadium, 28 listopada 1945.

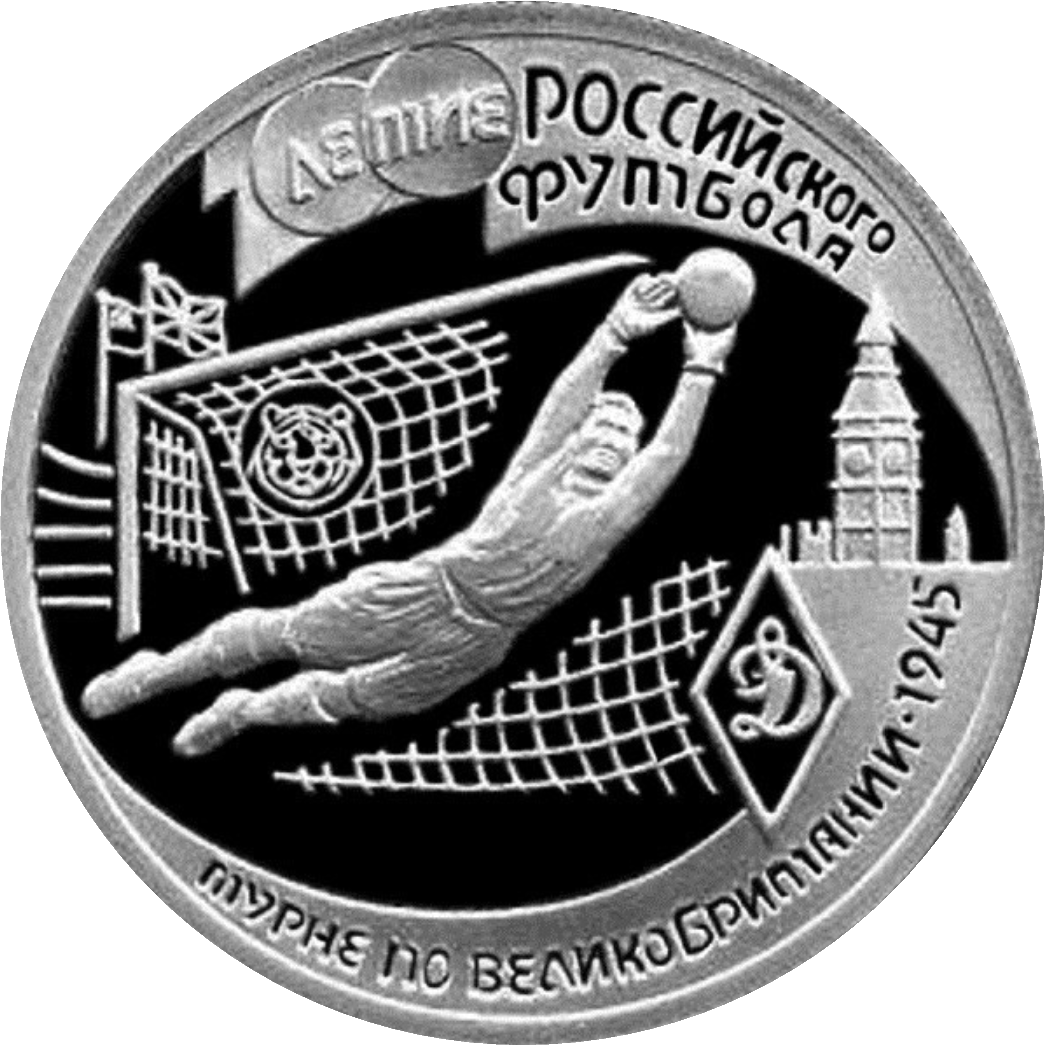
Pamiątkowa moneta

Tournée Dinama Moskwa po Wielkiej Brytanii (ros. Турне «Динамо» по Великобритании) – seria czterech meczów piłkarskich rozegranych przez Dinamo Moskwa w listopadzie 1945 roku z klubami Anglii i Szkocji. Drużyna z Moskwy, ówczesny mistrz ZSRR, odniosła 2 zwycięstwa oraz zanotowała 2 remisy.

## Okoliczności
Jesienią 1945 roku Angielski Związek Piłki Nożnej oficjalnie zaprosił mistrza ZSRR do odbycia serii meczów towarzyskich z drużynami brytyjskimi. Dinamo Moskwa zdobyło w tymże roku mistrzostwo kraju, wyprzedzając o jeden punkt CSKA, i przyjęło zaproszenie. 

### Skład Dinama
Drużynę Dinama Moskwa na czas tournée wzmocnili na specjalne zaproszenie trenera Jakuszyna trzej zawodnicy – Boris Orieszkin i Jewgienij Archangielski z Dinama Leningrad oraz Wsiewołod Bobrow z CSKA Moskwa.
| Nr | Poz. | Piłkarz               |
| -- | ---- | --------------------- |
|    | BR   | Aleksiej Chomicz      |
|    | OB   | Wsiewołod Radikorskij |
|    | OB   | Iwan Stankiewicz      |
|    | PO   | Wsiewołod Blinkow     |
|    | PO   | Leonid Sołowjew       |
|    | PO   | Boris Orieszkin       |
|    | PO   | Michaił Siemiczastny  |

| Nr | Poz. | Piłkarz                 |
| -- | ---- | ----------------------- |
|    | NA   | Jewgienij Archangielski |
|    | NA   | Wasilij Karcew          |
|    | NA   | Nikołaj Diemientjew     |
|    | NA   | Konstantin Bieskow      |
|    | NA   | Wsiewołod Bobrow        |
|    | NA   | Siergiej Sołowjow       |

## Mecze
| 13 listopada 1945 | Chelsea                                | 3:3 | Dinamo Moskwa                               |                                                 |
| 14:30             | Gulden 23' · Williams 30' · Lawton 77' |     | 65' Karcew · 71' Archangielski · 83' Bobrow | Stamford Bridge Widzów: 74 000 Sędzia: G. Clark |

| 17 listopada 1945 | Cardiff City | 1:10 | Dinamo Moskwa                                                                  |                                             |
| 14:45             | Moore 70'    |      | 6', 49', 61' Bobrow · 10', 54', 65', 85' Bieskow · 25', 62', 90' Archangielski | Ninian Park Widzów: 45 000 Sędzia: A. Davis |

| 21 listopada 1945 | Arsenal                       | 3:4 | Dinamo Moskwa                                  |                                                    |
| 14:15             | Mortensen 12', 35' · Ruce 38' |     | 1', 63' Bobrow · 41' Bieskow · 48' S. Sołowjow | White Hart Lane Widzów: 55 000 Sędzia: N. Łatyszew |

| 28 listopada 1945 | Rangers                    | 2:2 | Dinamo Moskwa  |                                                  |
| 14:15             | Smith 40' · Young 75' (k.) |     | 3', 24' Karcew | Ibrox Stadium Widzów: 90 000 Sędzia: T. Thompson |

## Znaczenie
Dinamo Moskwa było pierwszym klubem z ZSRR, który po II wojnie światowej rozegrał mecze w zachodnioeuropejskim państwie. Radziecka drużyna zebrała liczne pochwały w angielskiej prasie. Sukces moskiewskiej drużyny przyczynił się do przystąpienia ZSRR do FIFA, co nastąpiło w 1947 roku.